# Mercado secundário
Mercado secundário é uma parte do mercado financeiro de capitais dedicada à compra e venda de valores (tais como as ações de empresas) lançados anteriormente em uma primeira oferta pública ou privada (mercado primário).
Umas das  vantagens do mercado secundário é o fato de que esse tipo de operação viabiliza e estimula o mercado primário, pois muitos investidores são encorajados pela possibilidade de negociação futura do título que adquirirem. 